# サイラトロン

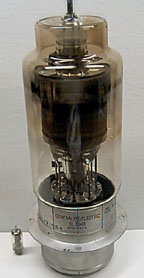
GE製の巨大な水素サイラトロン。パルスレーダーで使われた。隣の小さなものは、ジュークボックスで使われた 2D21 サイラトロン

サイラトロン（英語: thyratron）とは、大電力の開閉器として使われたガス封入型の熱陰極管である。三極管、四極管、五極管があるが、三極管が最も一般的である。封入するガスとしては、水銀蒸気、キセノン、ネオン、水素（水素は特に高電圧な場合や高速なスイッチングが要求される場合に使われる）がある。真空管とは異なり、サイラトロンでは信号を線形に増幅することはできない。

## 概要
1920年代、サイラトロンは初期の真空管からの派生として登場した。例えば UV-200 はアルゴンガスを少量封入してあり、電波信号の受信感度向上を目的としていた。ドイツの LRS Relay 管もアルゴンガスを封入していた。ガス封入管は、整流器としては真空管よりも登場が早く、GEのアルゴン封入のタンガ整流管や Cooper-Hewitt の水銀整流器がある。ガス封入管での整流作用の発見者は、GEのアーヴィング・ラングミュアと G. S. Meikle とされている（1914年ごろ）。最初の商用サイラトロンは1928年ごろに登場した。
典型的な熱陰極サイラトロンは、カソードのフィラメントを熱して使い、その回りにシールドがあってその開口部に網状の制御グリッドがあり、さらに板状のアノードがある。アノードに正の電圧を与えた場合、制御電極がカソードの電位になっていると電流が流れない。制御電極が若干正に印加されると、アノードとカソード間のガスがイオン化され、電流が流れる。シールドはイオン化されたガスが管内の他の部品に影響をあたえないようにするためにある。サイラトロン内のガスの圧力は海水面の大気圧に比べて小さく、15から30ミリバール（1.5 から 3 kPa）が普通である。
サイラトロンには、熱陰極管のほかに冷陰極管もある。熱陰極管はガスのイオン化が容易であるため、制御電極の変化に敏感に反応する。いったん電流が流れると、制御電極がどうであっても電流が流れている間は流れ続け、アノードの電位が下がったり外部からの電流がゼロになると、スイッチがオフになる。
小型サイラトロンは、電気機械式継電器の制御用に製造され、電動機やアーク溶接の制御などに使われた。大型サイラトロンは今でも製造されており、大電流や高電圧のスイッチとして使われている。
他にも用途としては、近接信管、パルスレーダーのパルス発生器、高エネルギーガスレーザー、放射線療法機器、テスラコイルなどがある。また、高出力のUHFテレビ送信機でも、内部のショートから回路部品を守るのに使われている（遮断器のスイッチ用）。
大電力が必要な用途以外では、サイラトロンはサイリスタやトライアックなどの半導体部品に置換されている。しかし、スイッチに20kV以上の電圧がかかる場合や、スイッチング時間が短くなければならない用途でサイラトロンが使われ続けている。サイラトロンから派生した部品として、Krytron、Sprytron、イグナイトロン（en:Ignitron） などがあり、今日でも特殊な用途に使われている。
サイラトロンには重水素が使われることがある。重水素では、パッシェン曲線が水素より高い圧力にシフトしていて、水素封入管より高い圧力で十分な動作電圧を確保できる。高い圧力ではサイラトロンはアノードの散逸が問題になる前に電流の高い上昇率に耐える。結果ピーク電力が大幅に増加した。ただ、回復時間が40%ほど長くなるのが欠点である。